# 帶魢
帶魢（學名：Girella zonata）又稱帶瓜子鱲，為輻鰭魚綱日鱸目魢科魢屬的其中一個種，傳統上歸類於鱸形目鿳科魢亚科。
本魚分布於東大西洋區，從摩洛哥至維德角群島海域，棲息深度可達8公尺，體長可達21公分，棲息在沿岸海域。

## 擴展閱讀
維基物種上的相關：帶魢